# Kristus uzdravuje nemocné (Rembrandt van Rijn)

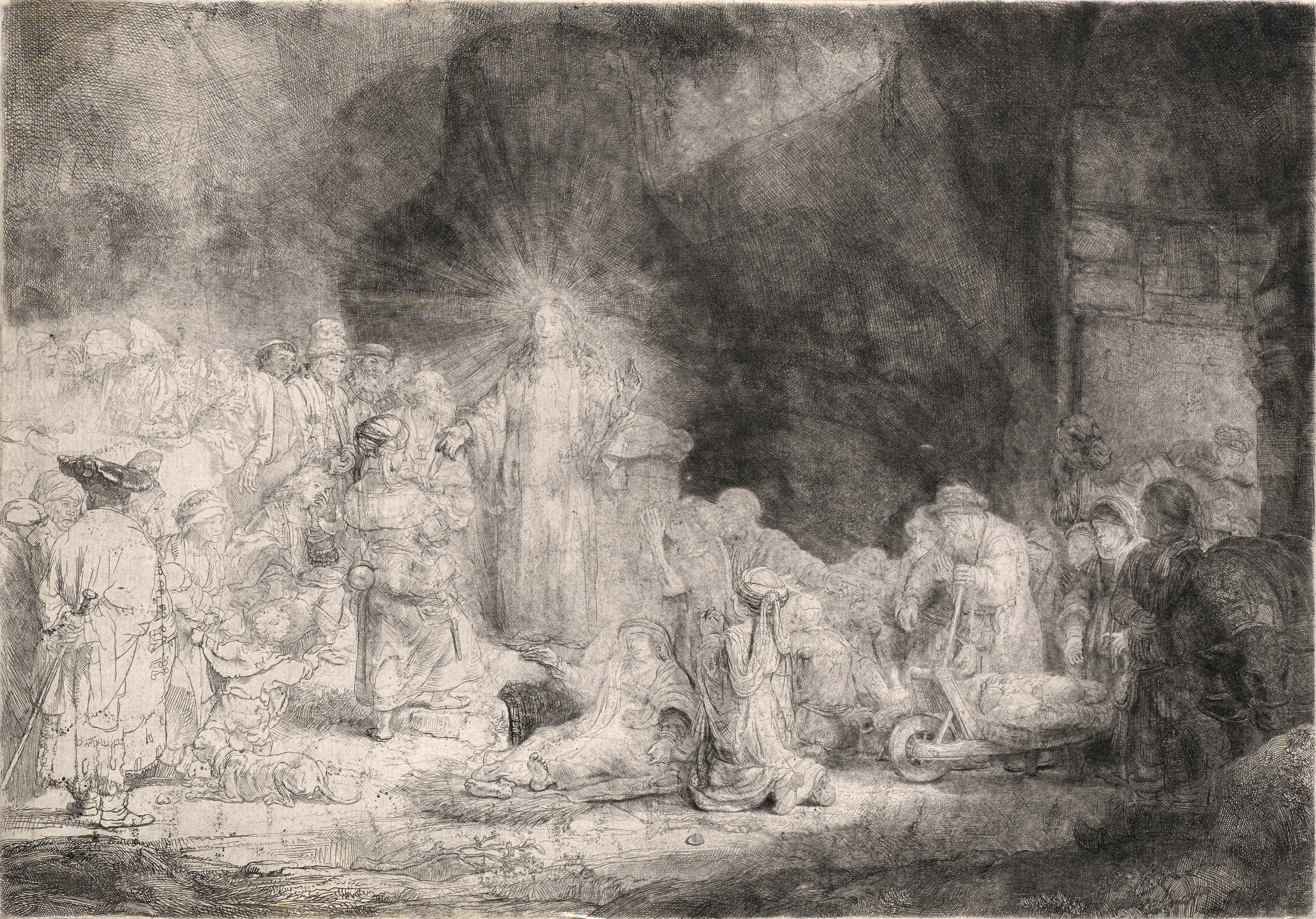
Rembrandt van Rijn, Kristus uzdravuje nemocné, Národní galerie v Praze

Kristus uzdravuje nemocné, neboli „stozlatkový list“ je jedním z nejslavnějších Rembrandtových grafických listů. Rembrand desku přepracovával několik let a dokončil ji až roku 1649. Sbírka grafiky a kresby Národní galerie v Praze vlastní vzácný autorský otisk z nedokončené desky. U tohoto listu je známo celkem šest stavů, z nichž první, nejcennější, je znám pouze v devíti exemplářích.

## Popis a zařazení
Lept, suchá jehla a mědiryt, nedokončeno, stav před retušemi. Velikost 275 x 395 mm. Dar dr. Huga Richtera (1981). Inv. č. R 179577
Grafický list Kristus uzdravuje nemocné byl vysoce ceněn již za umělcova života a patří k nejslavnějším Rembrandtovým dílům. Označení stozlatkový list má původ v ničím nedoložené legendě obchodníka s uměním J. P. Marietteho, že Rembrandt jej sám zpětně vykoupil a zaplatil nezvykle vysokou částku 100 guldenů obchodníkovi nebo jej za tuto částku koupil v aukci. S tímto listem v rukou namaloval svůj autoportrét i jeden z posledních Rembrandtových žáků Aert de Gelder.
Pro Rembrandta byla bible hlavním inspiračním zdrojem a biblickým výjevům je v jeho tvorbě věnováno více než 80 grafických listů. Na této desce pracoval několik let (možná už od roku 1642) a při tisku experimentoval i s různými druhy papíru. Ke grafickému listu se dochovala řada návrhových kreseb a je známo několik Rembrandtových (nebo dílenských) portrétních studií hlavy Krista. Podle rukopisné básně, kterou k jednomu vydání stozlatkového listu připojil Rembrandtův současník Herman Frederik Waterloos, kreslil Rembrandt postavu Krista podle živého modelu. Kromě leptu použil i techniky suché jehly a desku dokončil rytím. Kombinuje v ní hluboké stíny na pravé straně s jasným světlem ozařujícím centrální výjev. Kresbu figur na levé straně tvoří lehké a čisté linie.
List zobrazuje několik příběhů z evangelia podle Matouše. Kristus se svatozáří, stojící v centru kompozice, žehná levou rukou nemocným a gestem pravé ruky zve ženy s dětmi, aby k němu přistoupily. Po jeho pravici stojí Kristovi učedníci v čele se sv. Petrem. Před nimi s obličejem v dlani sedí bohatý mladík, kterému Kristus pravil aby se zbavil majetku, jestliže chce věčný život v nebi. Z pravé strany přichází ke Kristu zástup chudých starých a nemocných žádajících o uzdravení, jeden z nich je vezen na trakaři. Vpředu ležící žena na rohoži je slepá. Velbloud na konci zástupu, procházející klenutým průchodem, je zmíněn v Ježíšově výroku o čistotě chudoby. Na levé straně výjevu diskutují kolem stolu farizejové, kteří Krista obvinili z malověrnosti.
Děj se vztahuje k několika konkrétním pasážím evangelia. Poslední pasáž, hovořící o stonásobku, mohla souviset i s názvem listu:

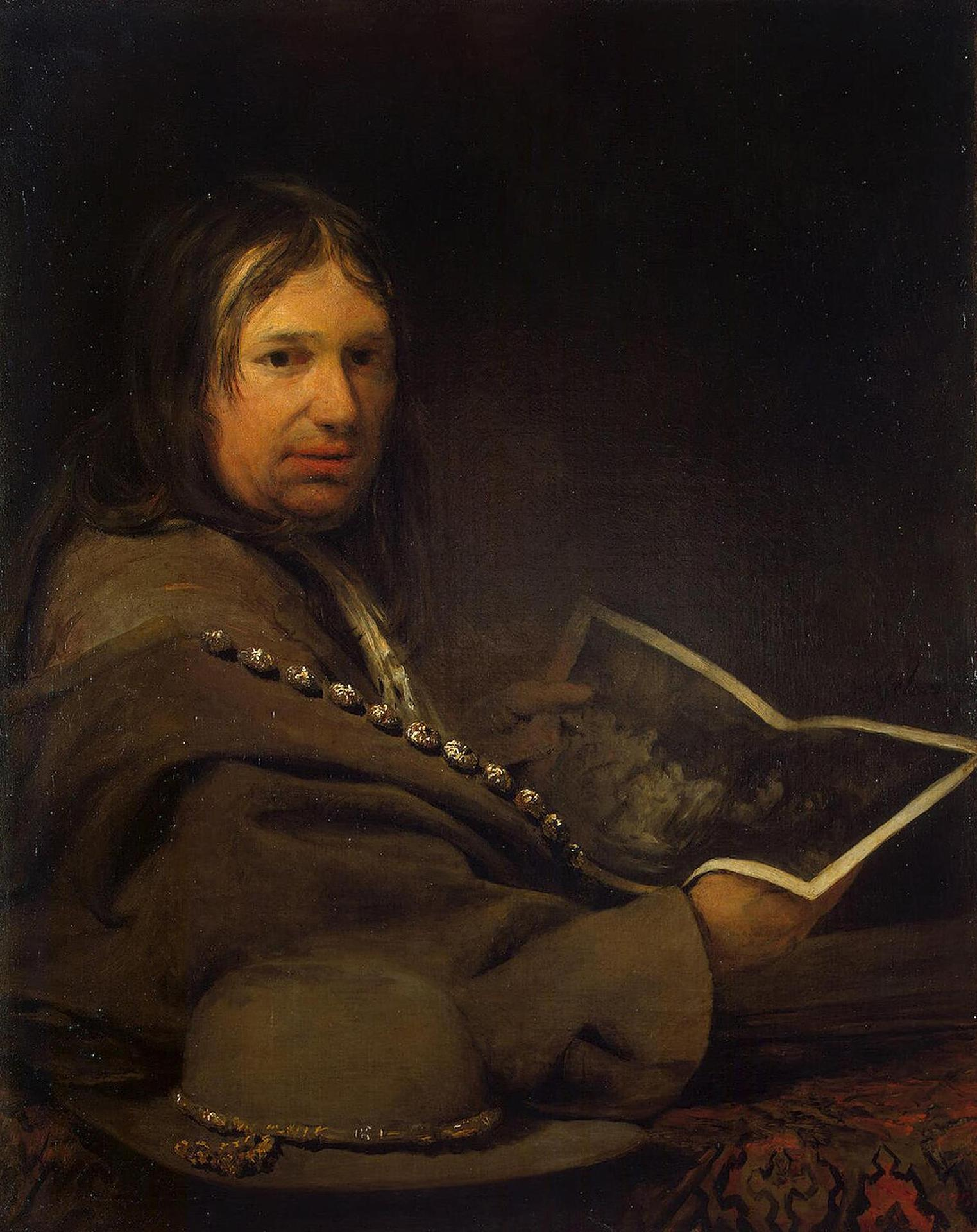
Aert de Gelder – autoportrét (po 1685)

Tehdy k němu přinesli malé děti, aby na ně vkládal ruce a modlil se, ale učedníci je okřikovali. Ježíš však řekl: „Nechte děti a nebraňte jim přicházet ke mně – vždyť právě takovým patří nebeské království!“ (Mt 19, 14-15)

Ježíš odpověděl: „Chceš-li být dokonalý, jdi, prodej svůj majetek, rozdej ho chudým, a budeš mít poklad v nebi. Pojď a následuj mě.“Ježíš řekl svým učedníkům: "Amen, pravím vám, že bohatý těžko vejde do království nebeského. Znovu vám říkám, snáze projde velbloud uchem jehly než bohatý do Božího království. (Mt 19, 21-23)

"A každý, kdo pro mé jméno opustil domy nebo bratry nebo sestry nebo otce nebo matku nebo děti nebo pole, získá stokrát více a obdrží za dědictví věčný život. Mnozí první pak budou poslední a poslední první.“ (Mt 19 29-30)